# Leiophron gamayun
Leiophron gamayun är en stekelart som beskrevs av Sergey A. Belokobylskij 1995. Leiophron gamayun ingår i släktet Leiophron och familjen bracksteklar. Inga underarter finns listade i Catalogue of Life.